# Lukáš Haraslín
Lukáš Haraslín, né le 26 mai 1996 à Bratislava en Slovaquie, est un footballeur international slovaque qui évolue au poste d'ailier gauche au Sparta Prague.

## Biographie

### Parme
Formé au ŠK Slovan Bratislava, club de sa ville natale, Lukáš Haraslín rejoint en 2013 le centre de formation de Parma Calcio, en Italie, où il poursuit sa formation. Il joue son premier match en professionnel le 1er février 2015, à l'occasion d'une rencontre de Serie A face au Milan AC. Il entre en jeu ce jour-là, mais son équipe s'incline sur le score de trois buts à un. Haraslín effectue une seconde apparition avec l'équipe première, le 18 mai de la même année, face à la Fiorentina, en championnat. Il entre en jeu en cours de partie et son équipe est battue sur le score de trois buts à zéro. Peu utilisé, il ne joue pas davantage avec Parme, et son aventure avec le club italien s'achève sur cette fin de saison.

### Lechia Gdańsk
En manque de temps de jeu à Parme, où il n'a pas d'avenir, Haraslín s'engage le 7 juillet 2015, lors du mercato estival, avec le club du Lechia Gdańsk, en Pologne. Il réalise sa première apparition en Ekstraklasa le 16 août de la même année, face au Wisła Cracovie. Match durant lequel il se montre tout de suite décisif, puisqu'il inscrit également son premier but ce jour-là, ce qui n'est toutefois pas suffisant pour faire gagner son équipe (3-3). Lors du match suivant, le 21 août face au Górnik Łęczna en championnat, Haraslín se fait à nouveau remarquer en inscrivant un doublé, contribuant à la victoire de son équipe par trois buts à un.

### US Sassuolo
Lukáš Haraslín rejoint l'US Sassuolo en janvier 2020 sous forme de prêt avec obligation d'achat au terme de celui-ci. Il joue son premier match pour Sassuolo le 16 février 2020, lors d'une rencontre de championnat face à son ancien club, le Parma Calcio. Il entre en jeu à la place de Jérémie Boga et son équipe s'incline par un but à zéro.
En juillet 2020, il est confirmé qu'il rejoint le club italien définitivement.

### Sparta Prague
Le 30 août 2021, il est prêté pour une saison au Sparta Prague avec obligation d'achat sous certaines conditions.

### En sélection
Avec les moins de 17 ans, il inscrit un but en amical contre la Croatie en septembre 2012. Il est ensuite l'auteur d'un doublé en amical face à la Suède un an plus tard. Il participe avec cette sélection au championnat d'Europe des moins de 17 ans en mai 2013. Lors de cette compétition organisée dans son pays natal, il officie comme capitaine et joue trois matchs. La Slovaquie s'incline en demi-finale face à l'Italie. Il dispute ensuite quelques mois plus tard la Coupe du monde des moins de 17 ans qui se déroule aux Émirats arabes unis. Lors du mondial junior, il joue trois rencontres, avec pour résultats une victoire, un nul et une défaite, ce qui s'avère insuffisant pour passer le premier tour. Haraslín se met toutefois en évidence lors de ce tournoi, en délivrant deux passes décisives face aux joueurs émiratis.
Avec les moins de 18 ans, il inscrit deux buts en janvier 2018, contre la Russie et la Turquie. Haraslín officie comme capitaine lors de ces deux rencontres.
Avec les espoirs, il participe au championnat d'Europe espoirs en 2017. Lors de cette compétition organisée en Pologne, il joue trois matchs. Le bilan de la Slovaquie dans ce tournoi s'élève à deux victoires et une défaite. Après le tournoi, il continue à être régulièrement appelé avec les espoirs. Il se met en évidence en marquant un but contre l'Albanie en mars 2018, lors des éliminatoires de l'Euro espoirs 2019 (victoire 4-1). Il est ensuite l'auteur d'un doublé lors d'un match amical contre l'Italie en septembre 2018 (victoire 3-0). 
Lukáš Haraslín honore sa première sélection avec l'équipe nationale de Slovaquie face à la Jordanie, le 7 juin 2019. Entré en jeu lors de cette partie, il se distingue en marquant également son premier but en sélection, mais aussi en délivrant deux passes décisives, contribuant grandement à la victoire de son équipe par cinq buts à un.
Il est retenu dans la liste des 26 joueurs slovaques du sélectionneur Štefan Tarkovič pour participer à l'Euro 2020.
Le 7 juin 2024, il figure dans la liste des 26 joueurs slovaques retenus par Francesco Calzona pour participer à l'Euro 2024.

## Palmarès
Lechia Gdańsk
- Vainqueur de la Coupe de Pologne en 2019
- Vainqueur de la Supercoupe de Pologne en 2019